# Ebun (Nashorn)

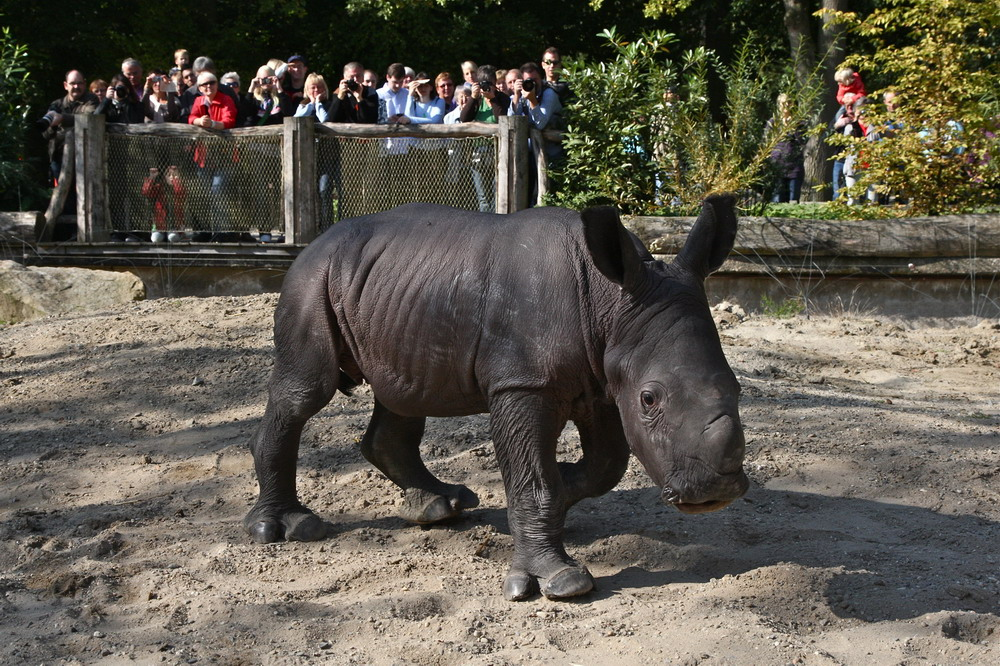
Nashorn Ebun am 26. September 2009 im Allwetterzoo

Ebun (* 20. September 2009 in Münster, Westfalen) ist ein weibliches Breitmaulnashorn (Ceratotherium simum), das im Allwetterzoo Münster geboren wurde. Da es von der Mutter verstoßen und beinahe getötet wurde, wurde es von mehreren Pflegern mit der Hand aufgezogen. Ebun ist aufgrund der überregionalen Medienberichterstattung deutschlandweit bekannt. Als Pate des Tiers fungiert der TV-Moderator Markus Lanz.

## Leben
Ebun wurde am 20. September 2009 von dem Breitmaulnashorn Emmi (* 22. Oktober 1990) geboren. Der Vater ist der Nashornbulle Harry (* 28. Dezember 1990). Kurz nach der Geburt attackierte die Mutter ihren Nachwuchs. Emmi hatte bereits 2000 und 2005 ihre Jungen kurz nach der Geburt getötet. Anstelle von Muttermilch erhielt Ebun eine speziell angereicherte Fohlenmilch.
Markus Lanz verkündete den Namen des Nashorns, Ebun, am 8. Oktober in seiner gleichnamigen Sendung im ZDF. Zuvor hatte im Internet eine Abstimmung über drei Vorschläge für einen Namen stattgefunden. Ebun ist ein weiblicher afrikanischer Vorname. Er bedeutet „Geschenk“ und hat seine Herkunft im Volk der Yoruba. Dieser Name war der Favorit von Markus Lanz. Er erklärte in der Sendung, dass ein afrikanisches Tier auch einen afrikanischen Namen tragen solle. Gleichzeitig übernahm er die Patenschaft für Ebun.
Im Oktober 2010 wurde Ebun von Münster in den Safaripark Longleat in Wiltshire umgesiedelt.

## Ebun in den Medien
Die Geburt des Nashornjungen und seine Verstoßung durch die Mutter fand in den lokalen und überregionalen Medien – sowohl im Internet als auch in Presse, Radio und Fernsehen – eine große Resonanz.
Darüber hinaus betreibt der Allwetterzoo eine offizielle Nashornbaby-Website, eine Fanseite in dem sozialen Netzwerk Facebook und einen Ebun-Feed bei dem Microblogging-Dienst Twitter.